# Bonellia frutescens
Bonellia frutescens är en viveväxtart som först beskrevs av Philip Miller, och fick sitt nu gällande namn av B. Ståhl, Källersjö. Bonellia frutescens ingår i släktet Bonellia och familjen viveväxter. Inga underarter finns listade i Catalogue of Life.